# Romeo Brown
Romeo Brown is een Britse stripreeks, van Peter O'Donnel (scenario) en Nederlander Alfred Mazure (tekeningen). Deze detectivestrip begon in 1954 in de krant Daily Mirror. In 1957 nam Jim Holdaway de tekenpen over van Mazure. Holdaway tekende deze strip tot 1963 om zich dan te wijden aan zijn spionagestrip Modesty Blaise. Deze strip verscheen ook in Frankrijk in Paris-Jours. Van deze strip werden in het Frans twee albums uitgegeven door uitgeverij Futuropolis.

## Inhoud
Romeo Brown is een detective, die met zijn charme, zijn dromerige blik en een opvallende kuif in het haar veel succes heeft bij de vrouwen. Zij cliënteel bestaat hoofdzakelijk uit knappe en sensuele vrouwen.